# Tibouchina mutabilis
Tibouchina mutabilis là một loài thực vật có hoa trong họ Mua. Loài này được (Vell.) Cogn. miêu tả khoa học đầu tiên năm 1885.

## Hình ảnh

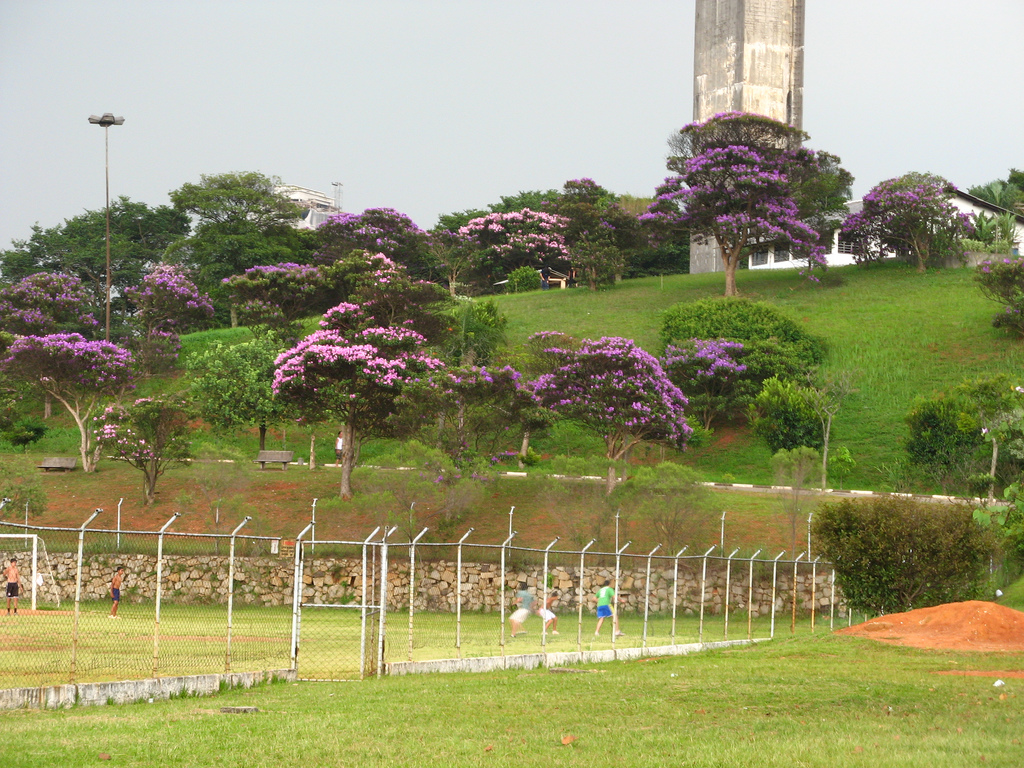
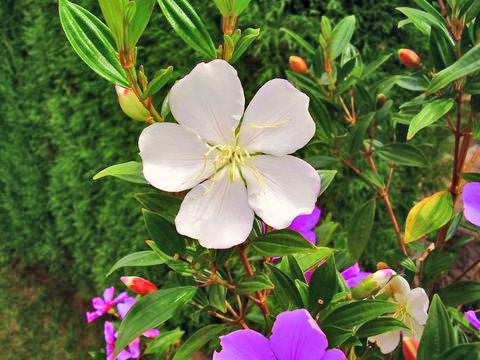
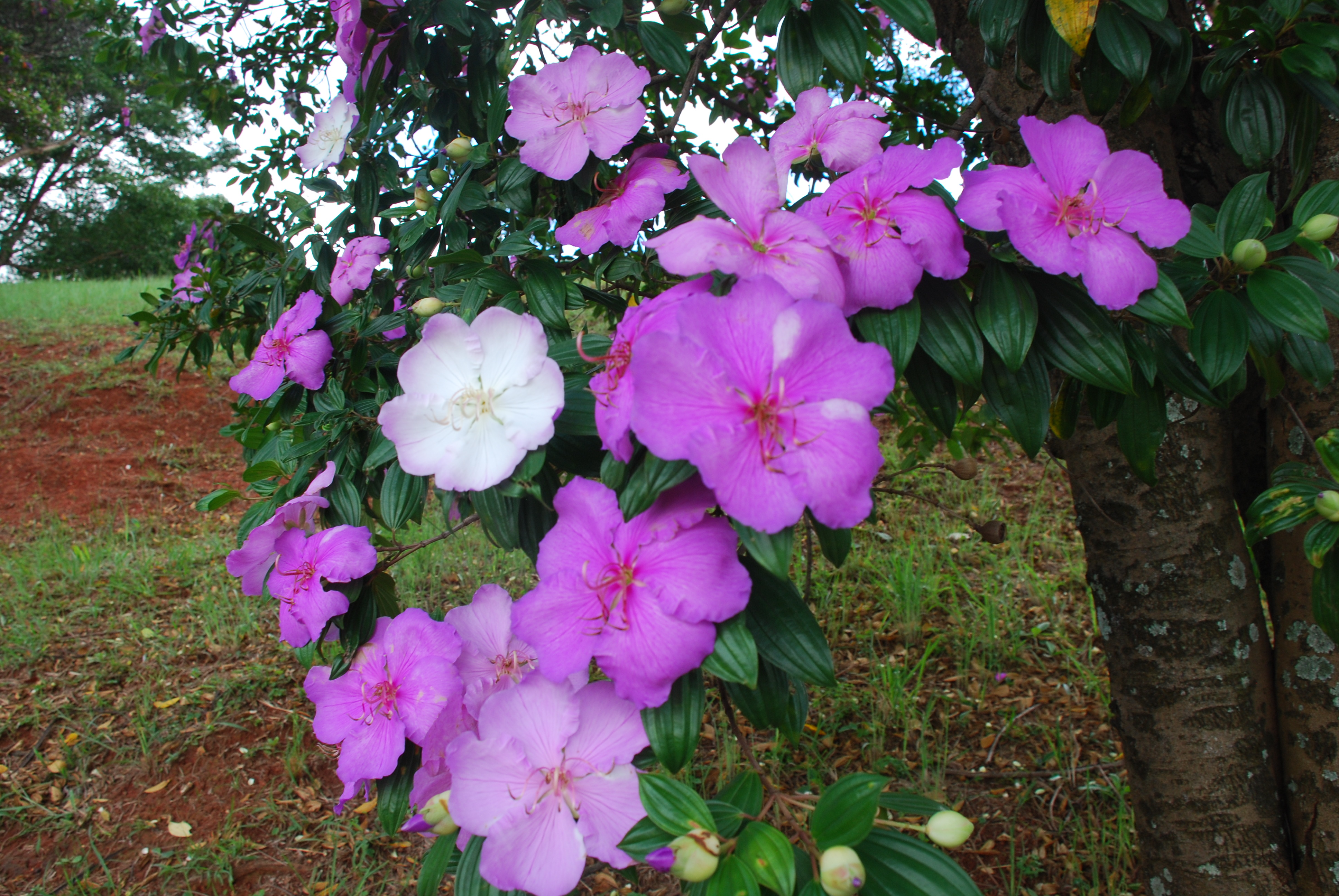
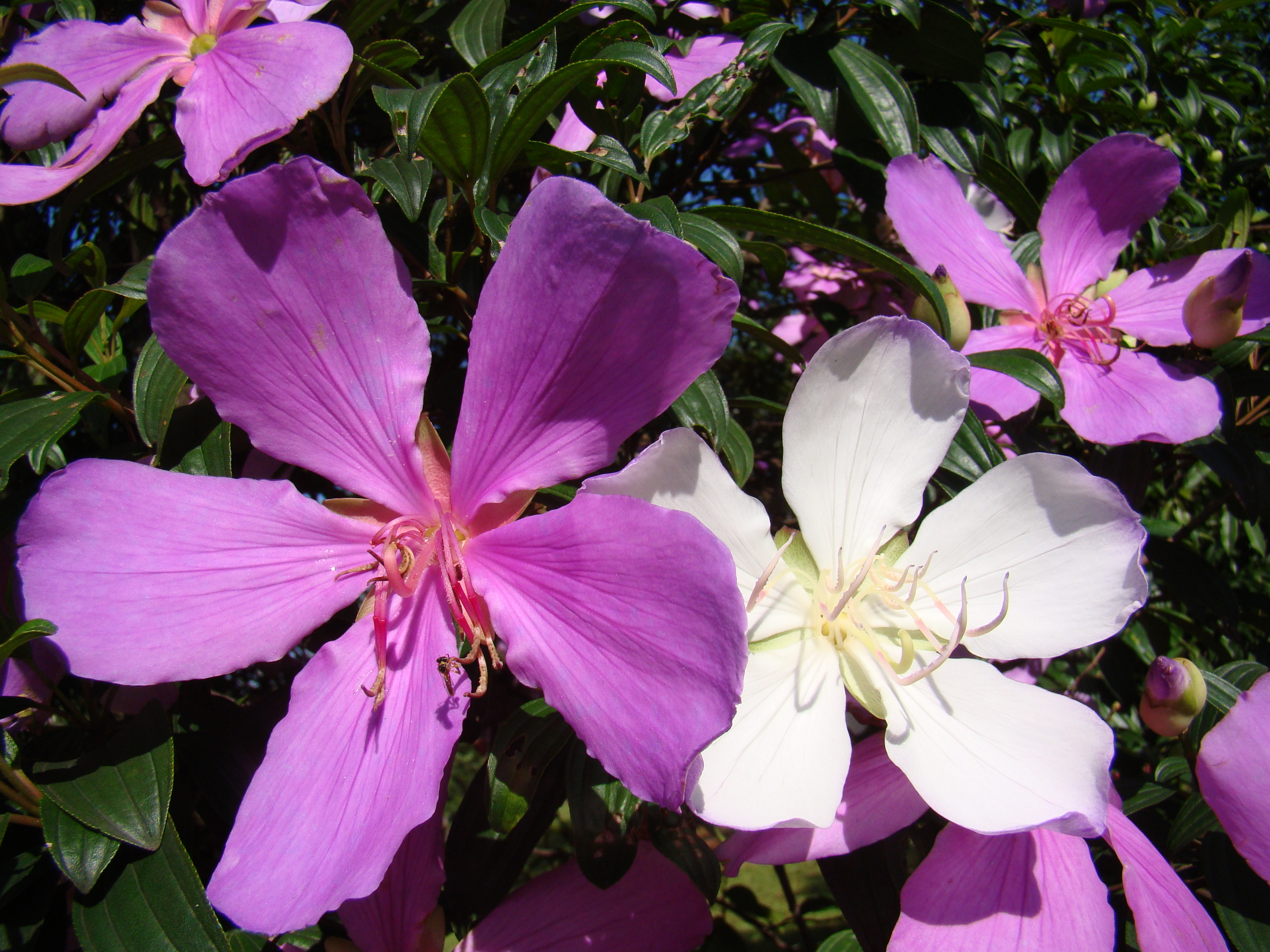